# Claes Hartelius
Claes Johan Hartelius, född 3 september 1959 i Sandhem, Mullsjö kommun, Västergötland, är en svensk skådespelare.

## Biografi
Hartelius studerade vid Statens scenskola i Stockholm. Han har arbetat som frilansande skådespelare vid bland annat Stockholms Stadsteater, Riksteatern, Unga riks, Boulevardteatern, Nya Pistolteatern, Långa näsan och Romateatern. Han filmdebuterade 1982 i Suzanne Ostens Mamma. Bland övriga roller märks den som Brynolf Svenhagen i filmerna baserade på Arne Dahls böcker.

## Filmografi
- 1982 – Mamma
- 1989 – Tre kärlekar (TV-serie)
- 1993 – Kådisbellan
- 1999 – Shakespeare's Macbeth
- 2000 – Tillsammans
- 2001 – Familjehemligheter
- 2003 – Tillfällig fru sökes
- 2004 – Fragile
- 2005 – Parasiten
- 2005 – Lasermannen (TV-serie)
- 2006 – Om Gud vill
- 2006 – En uppstoppad hund (TV-serie)
- 2006 – Lite som du (TV-serie)
- 2007 – Beck – Den svaga länken
- 2007 – Den nya människan
- 2007 – Forechecking morfar
- 2007 – Upp till kamp (TV-serie)
- 2008 – Livet i Fagervik (TV-serie)
- 2009 – Fallet (TV-serie)
- 2010 – Cornelis
- 2010 – Drottningoffret (TV-serie)
- 2011 – Arne Dahl: Misterioso
- 2012 – Hypnotisören
- 2012 – Torka aldrig tårar utan handskar (TV-serie)
- 2012 – 30 grader i februari (TV-serie)
- 2012 – Äkta människor (TV-serie)
- 2012 – Arne Dahl: Upp till toppen av berget (TV-serie)
- 2012 – Arne Dahl: Europa Blues (TV-serie)
- 2012 – Arne Dahl: De största vatten (TV-serie)
- 2013 – Wallander – Försvunnen
- 2013 – Skumtimmen
- 2013 – Fröken Frimans krig (TV-serie)
- 2014 – Faust 2.0
- 2023 – Konferensen

## Teater

### Roller (ej komplett)
| År   | Roll                    | Produktion                           | Regi                    | Teater                 |
| ---- | ----------------------- | ------------------------------------ | ----------------------- | ---------------------- |
| 1982 | Viktor                  | Brott och straff Fjodor Dostojevskij | Jan Håkanson            | Stockholms stadsteater |
| 1983 |                         | Rosornas krig William Shakespeare    | Elisabeth G. Söderström | Stockholms stadsteater |
| 1983 | Leslie Williams, soldat | Gisslan Brendan Behan                | Kåre Santesson          | Stockholms stadsteater |
| 1986 | Invånare                | Perikles William Shakespeare         | Eva Ultz                | Stockholms stadsteater |